# Список губернаторов Луизианы
Губерна́тор Луизиа́ны (англ. Governor of Louisiana) является главой исполнительной власти и главнокомандующим вооруженными силами штата Луизиана.
Губернатор обеспечивает соблюдение законов штата, имеет право утверждать, либо налагать вето на законопроекты, принятые законодательным собранием штата. Губернатор избирается вместе с вице-губернатором сроком на четыре года. Избранный губернатор официально вступает в должность во второй понедельник января, следующего года после выборов. В случае если кресло губернатора по какой-либо причине оказывается вакантным, его занимает избранный и имеющий право занимать эту должность человек в порядке преемственности, определённом конституцией штата: вице-губернатор, секретарь штата, генеральный прокурор, казначей, председатель Сената, председатель Палаты представителей. Преемник должен отбыть оставшуюся часть срока, на который был избран губернатор. Когда губернатор временно отсутствует на территории штата, его функции исполняет вице-губернатор.
Действующий губернатор Луизианы с семьёй живёт в «особняке губернатора Луизианы».
Должность губернатора Луизианы была учреждена в 1803 году. Первым губернатором стал Уильям Чарльз Коул Клайборн. Нынешний губернатор Джон Эдвардс вступил в должность 11 января 2016 года.
|  |  |

## Губернаторы
| Партия                         | Губернаторы |
| ------------------------------ | ----------- |
| Демократическая                | 41          |
| Республиканская                | 11          |
| Демократическо-республиканская | 3           |
| Партия вигов                   | 3           |
| Национальная республиканская   | 5           |
| независимые                    | 1           |

| # | Фото                                 | Фамилия                                                                    | Начало полномочий | Конец полномочий | Партия                                      | Вице-губернатор Срок полномочий    | Примечания                      |
| --- | ------------------------------------ | -------------------------------------------------------------------------- | ----------------- | ---------------- | ------------------------------------------- | ---------------------------------- | ------------------------------- |
| Орлеанская территория |                                      |                                                                            |                   |                  |                                             |                                    |                                 |
| С 1804 по 1812 год на месте современной Луизианы находилась Орлеанская территория. Одновременно с ней на севере существовала Территория Луизиана, которая не включала земли нынешнего штата Луизиана. |                                      |                                                                            |                   |                  |                                             |                                    |                                 |
| 25/1 |                                      | Уильям Клейборн William Charles Cole Claiborne (1775—1817)                 | 20 декабря 1803   | 30 июля 1812     |                                             |                                    | [ 5 ] [ 6 ]                     |
| Луизиана в статусе штата США |                                      |                                                                            |                   |                  |                                             |                                    |                                 |
| 1 |                                      | Уильям Клейборн William Charles Cole Claiborne (1775—1817)                 | 30 июля 1812      | 17 декабря 1816  | Демократическо-республиканская              | Нет                                |                                 |
| 2 |                                      | Жак Виллере Jacques Villeré (1761—1830)                                    | 17 декабря 1816   | 18 декабря 1820  | Демократическо-республиканская              | Нет                                | [ 7 ] [ 8 ]                     |
| 3 |                                      | Томас Боллинг Робертсон Thomas Bolling Robertson (1779—1828)               | 18 декабря 1820   | 15 ноября 1824   | Демократическо-республиканская              | Нет                                | [ К 3 ] [ 9 ] [ 10 ]            |
| 4 |                                      | Генри Тибодо Henry Thibodaux (1769—1827)                                   | 15 ноября 1824    | 13 декабря 1824  | Национальная республиканская                | Нет                                | [ К 4 ] [ 11 ] [ 12 ]           |
| 5 |                                      | Генри Джонсон Henry Johnson (1783—1864)                                    | 13 декабря 1824   | 15 декабря 1828  | Национальная республиканская                | Нет                                | [ 13 ] [ 14 ]                   |
| 6 |                                      | Пьер Дербиньи Pierre Derbigny (1769—1829)                                  | 15 декабря 1828   | 6 октября 1829   | Национальная республиканская                | Нет                                | [ К 5 ] [ 15 ] [ 16 ]           |
| 7 |                                      | Арманд Бове Armand Beauvais (1783—1843)                                    | 6 октября 1829    | 14 января 1830   | Национальная республиканская                | Нет                                | [ К 6 ] [ 17 ] [ 18 ]           |
| 8 |                                      | Жак Дюпре Jacques Dupré (1773—1846)                                        | 14 января 1830    | 31 января 1831   | Национальная республиканская                | Нет                                | [ К 7 ] [ 19 ] [ 20 ]           |
| 9 |                                      | Андре Бьенвеню Роман André Bienvenue Roman (1795—1866)                     | 31 января 1831    | 2 февраля 1835   | партия вигов                                | Нет                                | [ 21 ] [ 22 ]                   |
| 10 |                                      | Эдвард Дугласс Уайт-ст. Edward Douglass White Sr. (1795—1847)              | 2 февраля 1835    | 4 февраля 1839   | партия вигов                                | Нет                                | [ 23 ] [ 24 ]                   |
| |                                      | Андре Бьенвеню Роман André Bienvenue Roman (1795—1866)                     | 4 февраля 1839    | 30 января 1843   | партия вигов                                | Нет                                | [ 21 ] [ 25 ]                   |
| 11 |                                      | Александр Мутон Alexandre Mouton (1804—1885)                               | 30 января 1843    | 12 февраля 1846  | демократическая                             | Нет                                | [ 26 ] [ 27 ]                   |
| 12 |                                      | Айзек Джонсон Isaac Johnson (1803—1853)                                    | 12 февраля 1846   | 28 января 1850   | демократическая                             | Трейзимонд Лэндри                  | [ 28 ] [ 29 ]                   |
| 13 |                                      | Джозеф Маршалл Уокер Joseph Marshall Walker (1784—1856)                    | 28 января 1850    | 18 января 1853   | демократическая                             | Жан-Баптист Плоше (независимый)    | [ 30 ]                          |
| 14 |                                      | Пол Октав Эбер Paul Octave Hébert (1818—1880)                              | 22 января 1853    | 30 января 1856   | демократическая                             | Уильям Вуд Фармер 1853—1854        | [ 31 ] [ 32 ]                   |
| 14 | Роберт Чарльз Уиклифф 1854—1856      | Пол Октав Эбер Paul Octave Hébert (1818—1880)                              | 22 января 1853    | 30 января 1856   | демократическая                             |                                    | [ 31 ] [ 32 ]                   |
| 15 |                                      | Роберт Чарльз Уиклифф Robert Charles Wickliffe (1819—1895)                 | 30 января 1856    | 11 января 1860   | демократическая                             | Чарльз Омер Мутон 1856             | [ 33 ] [ 34 ]                   |
| 15 | Уильям Гриффин 1856—1860             | Роберт Чарльз Уиклифф Robert Charles Wickliffe (1819—1895)                 | 30 января 1856    | 11 января 1860   | демократическая                             |                                    | [ 33 ] [ 34 ]                   |
| 16 |                                      | Томас Овертон Мур Thomas Overton Moore (1804—1876)                         | 23 января 1860    | 25 января 1861   | демократическая                             | Генри Хайамс                       | [ 35 ] [ 36 ]                   |
| Гражданская война |                                      |                                                                            |                   |                  |                                             |                                    |                                 |
| Губернаторы от КША |                                      |                                                                            |                   |                  |                                             |                                    |                                 |
| 1 (КША) |                                      | Томас Овертон Мур Thomas Overton Moore (1804—1876)                         | 26 января 1861    | 25 января 1864   | демократическая                             | Генри Хайамс                       | [ 36 ]                          |
| 17 (2 КША) |                                      | Генри Уоткинс Аллен Henry Watkins Allen (1820—1866)                        | 25 января 1864    | 2 июня 1865      | демократическая                             | Бенджамин Пирс                     | [ К 8 ] [ 37 ]                  |
| Губернаторы от Союза |                                      |                                                                            |                   |                  |                                             |                                    |                                 |
| 18 (США) |                                      | Джордж Фостер Шепли George Foster Shepley (1819—1878)                      | 2 июня 1862       | 24 января 1864   | Военный                                     | Вакантно                           | [ 38 ]                          |
| 19 (США) |                                      | Майкл Хан Michael Hahn (1830—1886)                                         | 4 марта 1864      | 3 марта 1865     | республиканская                             | Джеймс Мэдисон Уэллс               | [ К 9 ] [ 39 ]                  |
| Период Реконструкции |                                      |                                                                            |                   |                  |                                             |                                    |                                 |
| 20 |                                      | Джеймс Мэдисон Уэллс James Madison Wells (1808—1899)                       | 3 марта 1865      | 3 июня 1867      | республиканская                             | Альберт Вурхис                     | [ К 10 ] [ К 11 ] [ 41 ]        |
| 21 |                                      | Бенджамин Франклин Фландерс Benjamin Franklin Flanders (1816—1896)         | 3 июня 1867       | 8 января 1868    | республиканская                             | Нет                                | [ К 12 ] [ К 13 ] [ 42 ]        |
| 22 |                                      | Джошуа Бейкер Joshua Baker (1799—1885)                                     | 8 января 1868     | 27 июня 1868     | демократическая (юнионистская)              | Нет                                | [ К 14 ] [ К 15 ] [ 43 ]        |
| После Реконструкции |                                      |                                                                            |                   |                  |                                             |                                    |                                 |
| 23 |                                      | Генри Клей Уормот Henry Clay Warmoth (1842—1931)                           | 27 июня 1868      | 8 декабря 1872   | республиканская                             | Оскар Данн 1868—1872               | [ К 16 ] [ 44 ] [ 45 ]          |
| 23 | П. Б. С. Пинчбэк 1872—1873           | Генри Клей Уормот Henry Clay Warmoth (1842—1931)                           | 27 июня 1868      | 8 декабря 1872   | республиканская                             |                                    | [ К 16 ] [ 44 ] [ 45 ]          |
| 24 |                                      | Пинкни Бентон Стюарт Пинчбэк Pinckney Benton Stewart Pinchback (1837—1921) | 8 декабря 1872    | 13 января 1873   | республиканская                             | Вакантно                           | [ К 17 ] [ 46 ] [ 47 ]          |
| 25 |                                      | Джон Макинери John McEnery (1832—1891)                                     | 14 января 1873    | 20 сентября 1873 | демократическая; либерально-республиканская | Дэвидсон Пенн                      | [ К 18 ] [ 48 ] [ 49 ]          |
| 26 |                                      | Уильям Питт Келлог William Pitt Kellogg (1830—1918)                        | 14 января 1873    | 8 января 1877    | республиканская                             | Сизар Антуан                       | [ К 19 ] [ 50 ] [ 51 ]          |
| 27 |                                      | Стивен Паккард Stephen B. Packard (1839—1922)                              | январь 1877       | апрель 1877      | республиканская                             | Сизар Антуан                       | [ К 20 ] [ 52 ]                 |
| 28 |                                      | Фрэнсис Николлс Francis Nicholls (1834—1912)                               | 8 января 1877     | 13 января 1880   | демократическая                             | Луис Альфред Вильц                 | [ К 21 ] [ 53 ] [ 54 ]          |
| 29 |                                      | Луис Альфред Вильц Louis Alfred Wiltz (1843—1881)                          | 13 января 1880    | 16 октября 1881  | демократическая                             | Сэмюэл Дуглас Макинери             | [ К 22 ] [ 55 ] [ 56 ]          |
| 30 |                                      | Сэмюэл Дуглас Макинери Samuel Douglas McEnery (1837—1910)                  | 16 октября 1881   | 17 апреля 1888   | демократическая                             | Уильям Робертсон 1881              | [ К 23 ] [ 57 ] [ 58 ]          |
| 30 | Джордж Уолтон 1881—1884              | Сэмюэл Дуглас Макинери Samuel Douglas McEnery (1837—1910)                  | 16 октября 1881   | 17 апреля 1888   | демократическая                             |                                    | [ К 23 ] [ 57 ] [ 58 ]          |
| 30 | Клей Ноблох 1884—1888                | Сэмюэл Дуглас Макинери Samuel Douglas McEnery (1837—1910)                  | 16 октября 1881   | 17 апреля 1888   | демократическая                             |                                    | [ К 23 ] [ 57 ] [ 58 ]          |
| |                                      | Фрэнсис Николлс Francis Nicholls (1834—1912)                               | 17 апреля 1888    | 10 мая 1892      | демократическая                             | Джеймс Джеффрис                    | [ 53 ] [ 54 ]                   |
| 31 |                                      | Мёрфи Джеймс Фостер-ст. Murphy James Foster (1849—1921)                    | 10 мая 1892       | 21 мая 1900      | демократическая                             | Чарльз Парланж 1892—1894           | [ 59 ] [ 60 ]                   |
| 31 | Хайрем Лотт 1894—1896                | Мёрфи Джеймс Фостер-ст. Murphy James Foster (1849—1921)                    | 10 мая 1892       | 21 мая 1900      | демократическая                             |                                    | [ 59 ] [ 60 ]                   |
| 31 | Роберт Снайдер 1896—1900             | Мёрфи Джеймс Фостер-ст. Murphy James Foster (1849—1921)                    | 10 мая 1892       | 21 мая 1900      | демократическая                             |                                    | [ 59 ] [ 60 ]                   |
| 32 |                                      | Уильям Райт Хёрд William Wright Heard (1853—1926)                          | 8 мая 1900        | 10 мая 1904      | демократическая                             | Альберт Эстопинал                  | [ 61 ] [ 62 ]                   |
| 33 |                                      | Ньютон Крейн Бланшар Newton Crain Blanchard (1849—1922)                    | 10 мая 1904       | 20 мая 1908      | демократическая                             | Джаред Янг Сандерс                 | [ 63 ] [ 64 ]                   |
| 34 |                                      | Джаред Янг Сандерс Jared Young Sanders, Sr. (1869—1944)                    | 20 мая 1908       | 20 мая 1912      | демократическая                             | Пол Ламбремон                      | [ К 24 ] [ 65 ] [ 66 ]          |
| 35 |                                      | Лютер Холл Luther Hall (1869—1921)                                         | 20 мая 1912       | 15 мая 1916      | демократическая                             | Томас Барретт                      | [ 67 ] [ 68 ]                   |
| 36 |                                      | Раффин Голсон Плезант Ruffin Golson Pleasant (1871—1937)                   | 15 мая 1916       | 17 мая 1920      | демократическая                             | Фернанд Мутон                      | [ 69 ] [ 70 ]                   |
| 37 |                                      | Джон Милликен Паркер John Milliken Parker (1863—1939)                      | 17 мая 1920       | 19 мая 1924      | демократическая                             | Хьюитт Боншо 1920—1924             | [ 71 ] [ 72 ]                   |
| 37 | Делос Джонсон 1924                   | Джон Милликен Паркер John Milliken Parker (1863—1939)                      | 17 мая 1920       | 19 мая 1924      | демократическая                             |                                    | [ 71 ] [ 72 ]                   |
| 38 |                                      | Генри Фукуа Henry Luse Fuqua (1865—1926)                                   | 19 мая 1924       | 11 октября 1926  | демократическая                             | Орамель Хинкли Симпсон             | [ К 25 ] [ 73 ] [ 74 ]          |
| 39 |                                      | Орамель Хинкли Симпсон Oramel Hinckley Simpson (1870—1932)                 | 11 октября 1926   | 21 мая 1928      | демократическая                             | Филип Гилберт                      | [ К 26 ] [ 75 ]                 |
| 40 |                                      | Хьюи Лонг Huey Long (1893—1935)                                            | 21 мая 1928       | 25 января 1932   | демократическая                             | Пол Сир 1928—1931                  | [ К 27 ] [ К 28 ] [ 76 ] [ 77 ] |
| 40 | Элвин Олин Кинг 1931—1932            | Хьюи Лонг Huey Long (1893—1935)                                            | 21 мая 1928       | 25 января 1932   | демократическая                             |                                    | [ К 27 ] [ К 28 ] [ 76 ] [ 77 ] |
| 41 |                                      | Элвин Олин Кинг Alvin Olin King (1890—1958)                                | 25 января 1932    | 16 мая 1932      | демократическая                             | Нет                                | [ К 29 ] [ К 30 ] [ 78 ] [ 79 ] |
| 42 |                                      | Оскар Келли Аллен Oscar Kelly Allen (1882—1936)                            | 16 мая 1932       | 28 января 1936   | демократическая                             | Джон Фурне 1932—1935               | [ К 31 ] [ 80 ] [ 81 ]          |
| 42 | Томас Уингейт 1935                   | Оскар Келли Аллен Oscar Kelly Allen (1882—1936)                            | 16 мая 1932       | 28 января 1936   | демократическая                             |                                    | [ К 31 ] [ 80 ] [ 81 ]          |
| 42 | Джеймс Альберт Ноэ 1935—1936         | Оскар Келли Аллен Oscar Kelly Allen (1882—1936)                            | 16 мая 1932       | 28 января 1936   | демократическая                             |                                    | [ К 31 ] [ 80 ] [ 81 ]          |
| 43 |                                      | Джеймс Альберт Ноэ James Albert Noe (1890—1976)                            | 28 января 1936    | 12 мая 1936      | демократическая                             | Вакантно                           | [ К 32 ] [ 82 ] [ 83 ]          |
| 44 |                                      | Ричард Уэбстер Лече Richard Webster Leche (1898—1965)                      | 12 мая 1936       | 26 июня 1939     | демократическая                             | Эрл Кемп Лонг                      | [ К 33 ] [ 84 ] [ 85 ]          |
| 45 |                                      | Эрл Кемп Лонг Earl Kemp Long (1895—1960)                                   | 26 июня 1939      | 14 мая 1940      | демократическая                             | Коулмен Линдси                     | [ К 34 ] [ 84 ] [ 86 ]          |
| 46 |                                      | Сэм Хьюстон Джонс Sam Houston Jones (1897—1978)                            | 14 мая 1940       | 9 мая 1944       | демократическая                             | Марк Мутон                         | [ 87 ] [ 88 ]                   |
| 47 |                                      | Джеймс Хьюстон Дэвис James Houston Davis (1899—2000)                       | 9 мая 1944        | 11 мая 1948      | демократическая                             | Дж. Эмиль Верре                    | [ 89 ] [ 90 ]                   |
| |                                      | Эрл Кемп Лонг Earl Kemp Long (1895—1960)                                   | 11 мая 1948       | 13 мая 1952      | демократическая                             | Уильям Додд                        | [ 84 ] [ 86 ]                   |
| 48 |                                      | Роберт Флойд Кеннон Robert Floyd Kennon (1902—1988)                        | 13 мая 1952       | 8 мая 1956       | демократическая                             | Чарльз Эмметт Барэм                | [ 91 ] [ 92 ]                   |
| |                                      | Эрл Кемп Лонг Earl Kemp Long (1895—1960)                                   | 8 мая 1956        | 10 мая 1960      | демократическая                             | Лезер Фразар                       | [ 84 ] [ 86 ]                   |
| |                                      | Джеймс Хьюстон Дэвис James Houston Davis (1899—2000)                       | 10 мая 1960       | 12 мая 1964      | демократическая                             | Кларенс Эйкок                      | [ 89 ] [ 90 ]                   |
| 49 |                                      | Джон Джулиан Маккитен John Julian McKeithen (1918—1999)                    | 12 мая 1964       | 9 мая 1972       | демократическая                             | Кларенс Эйкок                      | [ 93 ] [ 94 ]                   |
| 50 |                                      | Эдвин Вашингтон Эдвардс Edwin Washington Edwards (1927—2021)               | 9 мая 1972        | 10 марта 1980    | демократическая                             | Джеймс Фицморрис                   | [ 95 ]                          |
| 51 |                                      | Дэвид Коннер Трин David Conner Treen (1928—2009)                           | 10 марта 1980     | 12 марта 1984    | республиканская                             | Роберт Фримен                      | [ 96 ]                          |
| |                                      | Эдвин Вашингтон Эдвардс Edwin Washington Edwards (1927—2021)               | 12 марта 1984     | 14 марта 1988    | демократическая                             | Роберт Фримен                      | [ 95 ]                          |
| 52 |                                      | Бадди Рёмер Buddy Roemer (1943—2021)                                       | 14 марта 1988     | август 1991      | демократическая                             | Пол Харди                          | [ 97 ]                          |
| | Бадди Рёмер Buddy Roemer (1943—2021) | август 1991                                                                | 13 января 1992    | республиканская  |                                             | Пол Харди                          | [ 97 ]                          |
| |                                      | Эдвин Вашингтон Эдвардс Edwin Washington Edwards (1927—2021)               | 13 января 1992    | 8 января 1996    | демократическая                             | Мелинда Швегманн                   | [ 95 ]                          |
| 53 |                                      | Мёрфи Джеймс Фостер-мл. Murphy James Foster, Jr. (1930—2020)               | 8 января 1996     | 12 января 2004   | республиканская                             | Кэтлин Бабино Бланко               | [ 98 ]                          |
| 54 |                                      | Кэтлин Бабино Бланко Kathleen Babineaux Blanco (1942—2019)                 | 12 января 2004    | 14 января 2008   | демократическая                             | Митчелл Ландрьё                    | [ 99 ]                          |
| 55 |                                      | Бобби Джиндал Bobby Jindal (род. 1971)                                     | 14 января 2008    | 11 января 2016   | республиканская                             | Митчелл Ландрьё 2008—2010          | [ 101 ]                         |
| 55 | Скотт Энджелл 2010                   | Бобби Джиндал Bobby Jindal (род. 1971)                                     | 14 января 2008    | 11 января 2016   | республиканская                             |                                    | [ 101 ]                         |
| 55 | Джон Дарденн 2010—2016               | Бобби Джиндал Bobby Jindal (род. 1971)                                     | 14 января 2008    | 11 января 2016   | республиканская                             |                                    | [ 101 ]                         |
| 56 |                                      | Джон Эдвардс John Bel Edwards (род. 1966)                                  | 11 января 2016    | 8 января 2024    | демократическая                             | Билли Нангессер 2016 — 2024 время  |                                 |
| 57 |                                      | Джефф Лэндри Jeffrey Martin Landry (род. 1970)                             | 8 января 2024     | в должности      | республиканская                             | Билли Нангессер 2024 — наст. время |                                 |

### Другие должности губернаторов
В таблице приведены другие должности, которые занимали губернаторы штата. Все члены Палаты представителей и Сената США представляли Луизиану, за исключением отдельно оговорённых случаев. * обозначены случаи, когда губернатор подал в отставку, чтобы занять другую должность.
| Губернатор         | Срок полномочий                 | Конгресс | Конгресс | Другие занимаемые должности                                                                                     |
| Губернатор         | Срок полномочий                 | ПП       | Сенат    | Другие занимаемые должности                                                                                     |
| ------------------ | ------------------------------- | -------- | -------- | --- |
| Уильям Клайборн    | 1803—1816                       |          | С        | Член Палаты представителей США от Теннесси, губернатор Территории Миссисипи.                                    |
| Томас Робертсон    | 1820—1824                       | П        |          | |
| Генри Джонсон      | 1824—1828                       | П        | С        | |
| Эдвард Уайт-ст.    | 1835—1839                       | П        |          | |
| Александр Мутон    | 1843—1846                       |          | С        | |
| Роберт Уиклифф     | 1856—1860                       |          |          | Вице-губернатор Луизианы, был избран в Палату представителей США, однако ему было отказано в месте.             |
| Майкл Хан          | 1864—1865                       | П        |          | Был избран в Сенат США*, однако ему было отказано в месте.                                                      |
| Бенджамин Фландерс | 1870—1872                       | П        |          | |
| П. Б. С. Пинчбэк   | 1872—1873                       |          |          | И. о. вице-губернатора, был избран в Палату представителей США и в Сенат США, однако ему было отказано в месте. |
| Уильям Келлог      | 1873—1877                       | П        | С        | |
| Сэмюэл Макинери    | 1881—1888                       |          | С        | Вице-губернатор Луизианы                                                                                        |
| Мёрфи Фостер-ст.   | 1892—1900                       |          | С        | |
| Ньютон Бланшар     | 1904—1908                       | П        | С        | |
| Джаред Сандерс     | 1908—1912                       | П        |          | Вице-губернатор Луизианы, был избран в Сенат США, но предпочёл остаться губернатором.                           |
| Хьюи Лонг          | 1928—1932                       |          | С*       | Избран в Сенат в 1930 году, но не занимал место, пока не был избран его преемник.                               |
| Эдвин Эдвардс      | 1972—1980, 1984—1988, 1992—1996 | П        |          | |
| Дэвид Трин         | 1980—1984                       | П        |          | |
| Бадди Рёмер        | 1988—1992                       | П        |          | |
| Кэтлин Бланко      | 2004—2008                       |          |          | Вице-губернатор Луизианы (1996—2004)                                                                            |
| Бобби Джиндл       | 2008—2016                       | П        |          | |

### Ныне живущие бывшие губернаторы
По состоянию на июль 2021 года жив один бывший губернатор Луизианы.
| Фамилия      | Срок полномочий | Дата рождения |
| ------------ | --------------- | ------------- |
| Бобби Джиндл | 2008—2016       | 10 июня 1971  |

## Комментарии
1. ↑  В таблицу включены губернаторы Союза и КША.
2. ↑  25-й всего; 1-й под контролем США
3. ↑  Ушёл в отставку, чтобы занять место в Федеральном окружном суде США.
4. ↑  Как председатель сената штата, чтобы окончить оставшийся срок своего предшественника.
5. ↑  Умер в должности.
6. ↑  Как председатель сената штата. Был губернатором до истечения полномочий председателя сената.
7. ↑  Как председатель сената штата, чтобы окончить оставшийся срок.
8. ↑  Губернатор Генри Уоткинс Аллен был отстранён от должности и бежал в Мексику после того, как Союз после капитуляции Конфедерации взял под свой контроль Луизиану.
9. ↑  Ушел в отставку, чтобы занять место в Сенате США, но ему было отказано в месте, так как Луизиана ещё не была восстановлена в Союзе.
10. ↑  Как вице-губернатор оканчивал срок своего предшественника.
11. ↑  Отстранён от должности генералом Филипом Шериданом из-за политических волнений и беспорядков, возникших вследствие предоставления избирательного права чернокожим.
12. ↑  Назначен военным губернатором.
13. ↑  Ушёл в отставку.
14. ↑  Назначен военным губернатором.
15. ↑  Отстранён от власти вместе с генералом Уинфилдом Хэнкоком после того, как Луизиана была вновь принята в Союз.
16. ↑  За 35 дней до окончания срока полномочий Уормот был отстранён от должности в порядке импичмента за мошенничество на выборах 1872 года. Позже все обвинения были сняты.
17. ↑  Как вице-губернатор оканчивал срок своего предшественника.
18. ↑  В 1872 году счётная комиссия штата объявила победу Джона Макинери над Уильямом Келлогом, однако другая счётная комиссия провозгласила победителем Келлога. Несмотря на запрет законодательного собрания, оба кандидата были приведены к присяге в один и тот же день. После начала вооружённых столкновений в ситуацию вмешался президент Улисс Грант, который 20 сентября 1873 года объявил победителем Келлога.
19. ↑  В 1872 году счётная комиссия штата объявила победу Джона Макинери над Уильямом Келлогом, однако другая счётная комиссия провозгласила победителем Келлога. Несмотря на запрет законодательного собрания, оба кандидата были приведены к присяге в один и тот же день. После начала вооружённых столкновений в ситуацию вмешался президент Улисс Грант, который 20 сентября 1873 года объявил победителем Келлога.
20. ↑  В 1876 году Стивен Паккард баллотировался на пост губернатора от радикального крыла Республиканской партии. На выборах его победил демократ Фрэнсис Николлс, который набрал на восемь тысяч голосов больше; однако контролируемая республиканцами счётная комиссия объявила победителем Паккарда. Пинчбэк, однако, отказался поддержать Паккарда и подтвердил победу Николлса.
  - Appletons' Annual Cyclopædia and Register of Important Events of the Year 1877 p.455-67 Архивная копия от 14 июля 2020 на Wayback Machine
21. ↑  Фрэнсис Николлс победил на выборах 1876 года Стивена Паккарда, но контролируемая республиканцами счётная комиссия штата объявила победителем Паккарда. Несмотря на это, Николлс вступил в должность и сформировал правительство, которое, в итоге, было признано на федеральном уровне.
  - Appletons' Annual Cyclopædia and Register of Important Events of the Year 1877 p.455-67 Архивная копия от 14 июля 2020 на Wayback Machine
22. ↑  Умер в должности.
23. ↑  Как вице-губернатор оканчивал срок своего предшественника, а позже был избран на полный срок.
24. ↑  Был избран в Сенат США, но не вступил в должность, предпочитая оставаться губернатором.
25. ↑  Умер в должности.
26. ↑  Как вице-губернатор оканчивал срок своего предшественника.
27. ↑  Против Лонга была начата процедура импичмента по обвинению во взяточничестве и коррупции, но он не был отстранён от должности.
28. ↑  В 1930 году был избран в Сенат США, но не вступал в должность до 1932 года, предпочитая оставаться губернатором.
29. ↑  Как вице-губернатор оканчивал срок своего предшественника.
30. ↑  Пол Сир был вице-губернатором при губернаторе Хьюи Лонге и должен был стать губернатором после того, как Лонг станет сенатором США. Однако Лонг потребовал, чтобы Сир оставил свою должность. Элвин Олин Кинг, как председатель сената штата, стал вначале вице-губернатором, а затем губернатором Луизианы.
31. ↑  Умер в должности.
32. ↑  Как вице-губернатор оканчивал срок своего предшественника.
33. ↑  Подал в отставку из-за скандала с мошенничеством; позднее был осуждён за почтовое мошенничество, и отсидел пять лет в тюрьме. Он был помилован президентом Гарри Трумэном в 1953 году.
34. ↑  Как вице-губернатор оканчивал срок своего предшественника.